# 아스트라한주
아스트라한주(러시아어: Астраха́нская о́бласть Astrakhanskaya oblastʹ[*]; 카자흐어: Астрахан облысы Astrahan oblysy)는 러시아의 연방주체로 러시아 남부에 위치한다. 행정중심은 도시인 아스트라한이다. 2010년 인구 조사에 따르면 인구는 1,010,073명이었다.

## 지리
아스트라한의 남쪽 국경은 카스피해이고, 동쪽은 카자흐스탄(아티라우주과 서카자흐스탄주), 북쪽은 볼고그라드주, 서쪽은 칼미키야 공화국이다.
러시아 남부 연방관구에 속한다.

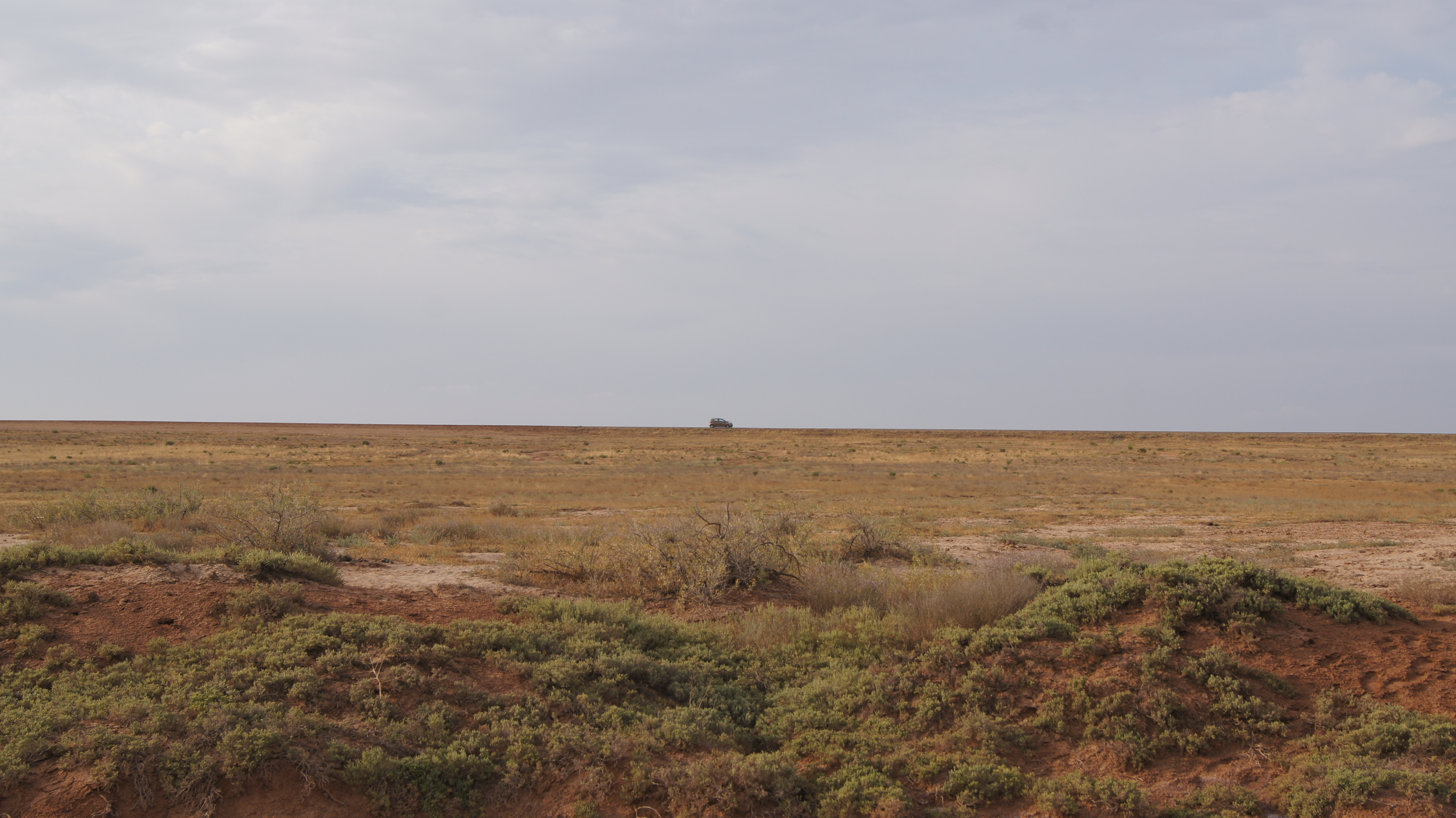
나리마노프스키구의 반사막
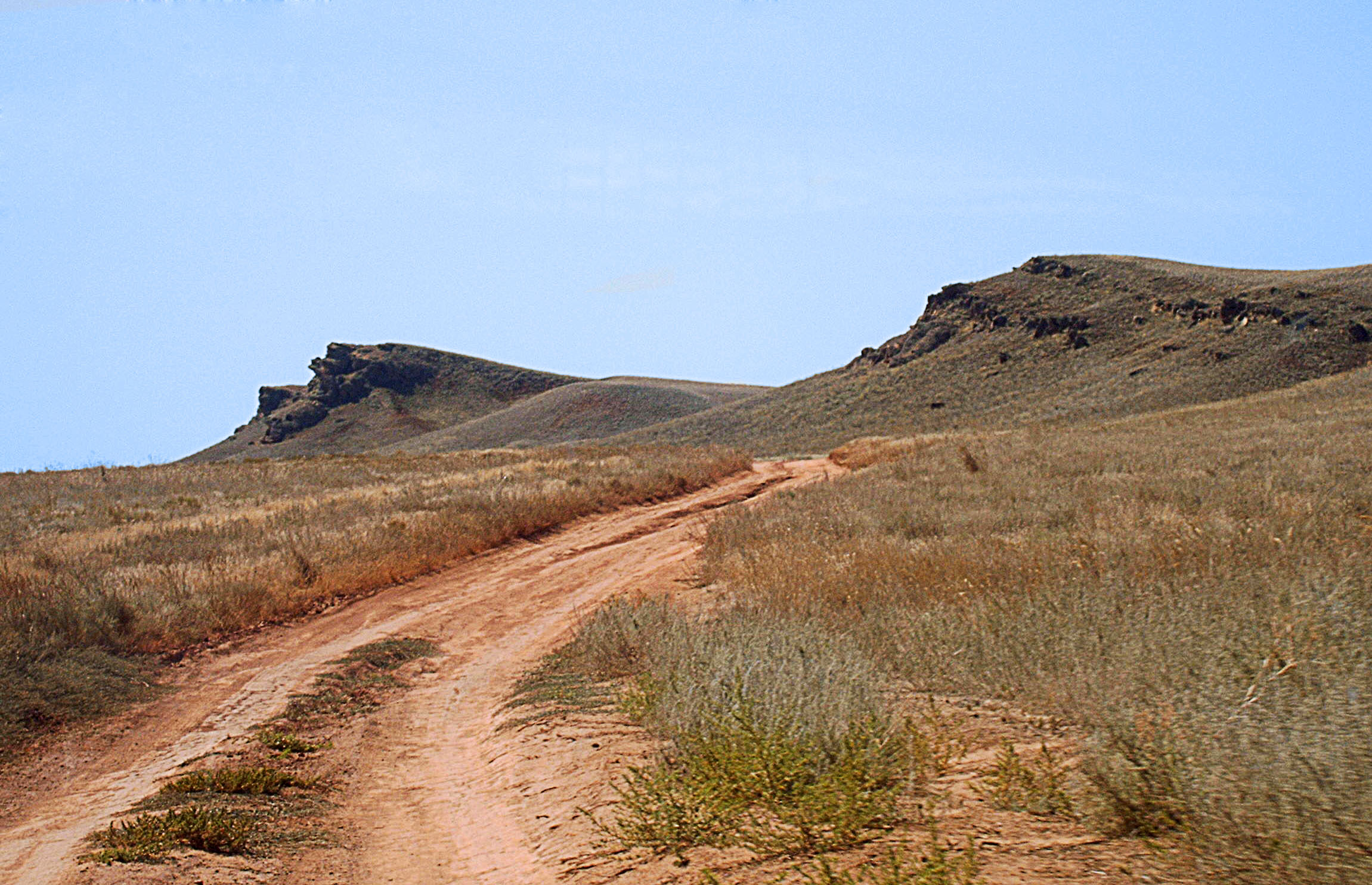
보크도바스쿤차크 자연보호구역

## 주민
대부분의 주민이 러시아인이다. 그 외에도 타타르인, 카자흐인, 칼미크인 등의 소수 민족들이 거주하고 있다.
| 민족           | 2002년의 인구 (*보관됨 2012-01-26 - 웨이백 머신) |
| -------------- | ------------------------------------------------ |
| 러시아인       | 700,6 (70,0 %)                                   |
| 카자흐인       | 142,6 (14,3 %)                                   |
| 타타르인       | 70,6 (7,0 %)                                     |
| 우크라이나인   | 12,6 (1,2 %)                                     |
| 체첸인         | 10,0 (1 %)                                       |
| 아제르바이잔인 | 8,2                                              |
| 아르메니아인   | 6,3                                              |
| 노가이인       | 4,6                                              |
| 집시           | 4,8                                              |
| 아바르인       | 4,2                                              |
| 벨라루스인     | 4,2                                              |
| 레즈긴인       | 3,6                                              |
| 다르긴인       | 3,6                                              |
| 투르크멘인     | 2,2                                              |
| 한국인         | 2,1                                              |
| 독일인         | 1,4                                              |
| 쿠미크인       | 1,4                                              |
| 조지아인       | 1,2                                              |
| 추바시인       | 1,2                                              |
| 튀르키예인     | 1,1                                              |
| 우즈베크인     | 1,0                                              |
| 유대인         | 1,0                                              |

| 연도                | 인구      | ±%     |
| ------------------- | --------- | ------ |
| 1897                | 1,003,542 | —      |
| 1926                | 510,386   | −49.1% |
| 1959                | 701,974   | +37.5% |
| 1970                | 867,483   | +23.6% |
| 1979                | 915,548   | +5.5%  |
| 1989                | 998,114   | +9.0%  |
| 2002                | 1,005,276 | +0.7%  |
| 2010                | 1,010,073 | +0.5%  |
| 2021                | 960,142   | −4.9%  |
| Source: Census data |           |        |

## 역사
1717년 러시아 제국의 현이 세워졌다. 구베르나야는 남서부에 위치해 있었는데 또다른 이름은 아스트라한 변경주였다.
1917년에는 사라토프주, 사마라주, 스타브로폴 변경주와 접하기 시작했다.
1919년에는 수없이 주명이 바꼈다가, 1957년에 드디어 현재의 이름으로 정착됐다.
- 하자르인
- 삭신인
- 키메크인
- 노가이인
- 아스트라한 칸국
- 칼미크인

## 같이 보기
- 아스트라한